# Academia Panameña de la Lengua
La Academia Panameña de la Lengua (APL) es una corporación conformada por académicos de número, expertos en el buen uso y la creación con la palabra de la lengua española en Panamá.

## Historia
Fue establecida en Panamá el 12 de mayo de 1926. Dicha institución, que pertenece a la Asociación de Academias de la Lengua Española, fomenta la difusión de publicaciones y libros panameños valiosos, da forma a un léxico de panameñismos aceptables, en el que figuran también neologismos y arcaísmos con citas e indicaciones, con el fin de presentarlos a la Real Academia Española (RAE) para su posible incorporación en las ediciones del Diccionario Oficial de la Lengua. El 9 de agosto de 1926 fue fundada mediante el nombramiento, por parte de la Real Academia Española, de dieciocho notables intelectuales panameños: Samuel Lewis García de Paredes (director), Eduardo Chiari (tesorero), Ricardo Miró (secretario perpetuo), Ricardo J. Alfaro, Guillermo Andreve, Abel Bravo, Jeptha Duncan, Demetrio Fábrega, Narciso Garay, Julio J. Fábrega, José de la Cruz Herrera, Melchor Lasso de la Vega, Octavio Méndez Pereira, Eusebio A. Morales, José Dolores Moscote, Belisario Porras, Samuel Quintero y Nicolás Victoria Jaén.

### Sede
La sede de la Academia Panameña de la Lengua se encuentra en una casona con arquitectura del primer cuarto del siglo xx en el sector de calle 50, en el corregimiento de Bella Vista, ubicada en el área urbana y económica de la Ciudad de Panamá

## Funciones
En Panamá, la Academia organiza conferencias sobre temas lingüísticos, literarios, humanísticos y su Director y uno o dos más de los académicos asisten a los congresos que periódicamente celebra la Asociación de Academias de la Lengua Española, cuyas 22 academias que la conforman presentan, cada seis meses, términos que son evaluados por una comisión de la RAE. 
El actual director Arístides Royo tiene una mención de las funciones que tiene la institución:

La Academia Panameña de la Lengua desea ser una institución que todos los panameños la consideren como la casa donde se preserva, cuida y robustece el idioma español. Queremos que los panameños acudan a ella para resolver las dudas idiomáticas que tengan, para disfrutar de las conferencias que se imparten y del cine basado en obras fundamentales de la literatura universal.
Arístides Royo, Director de la Academia Panameña de la Lengua.

## Directores
Los Directores de la Academia Panameña de la Lengua son elegidos por 3 años. Ha sido dirigida por Nicolás Victoria Jaén en 1939, Ricardo J. Alfaro en 1950, Baltasar Isaza Calderón en 1960, Ernesto de la Guardia Navarro en 1973, Ismael García S. en 1979, Elsie Alvarado de Ricord en 1991, Pablo Pinilla Chiari en el 2003, en 2006 el Dr. José Guillermo Ros-Zanet, en 2009, Berna Pérez Ayala de Burrell, en 2015, Margarita Vásquez Quirós y desde 2017 Arístides Royo. Los Directores son elegidos por 3 años.

## Académicos de número por orden de antigüedad
- José Guillermo Ros-Zanet
- Guillermo Sánchez Borbón
- Carlos Bolívar Pedreschi
- Gloria Guardia de Alfaro
- Dimas Lidio Pitty
- Pablo Pinilla Chiari
- Isabel Barragán de Turner
- Demetrio José Fábrega López
- Berna Pérez Ayala de Burrell
- Franz García de Paredes
- Margarita Vásquez Quirós
- Jorge Eduardo Ritter Domingo
- Rodolfo de Gracia Reynaldo
- Aristides Martínez Ortega
- Juan David Morgan González
- Justo Arroyo
- Aristides Royo Sánchez
- Mario Galindo Heurtematte
- Javier Alvarado

## Académicos Honorarios
- José Díaz Seixas
- José Salvador Muñoz Correa
- Lucinda Molinar
- Gustavo García de Paredes
- Jaime Ingram Jaén